# Waltraud Deeg
Waltraud Deeg (* 24. Juli 1972 in Bozen) ist eine italienische Politikerin der Südtiroler Volkspartei und Anwältin mit eigener Kanzlei in Bruneck mit Schwerpunkt auf Familienrecht.

## Leben
Die Tochter der Politikerin Waltraud Gebert Deeg besuchte von 1978 bis 1983 die Goethe-Volksschule und von 1983 bis 1986 die Mittelschule Josef von Aufschnaiter, jeweils in Bozen. Während ihres Oberschulbesuchs stellte der Tod ihrer Mutter 1988, wodurch sie im Alter von 15 Jahren zur Vollwaisen wurde, ein einschneidendes Erlebnis dar. Im Jahre 1991 schloss sie das Humanistische Gymnasium Walther von der Vogelweide in Bozen mit Höchstpunktezahl ab und begann ein Medizinstudium an der Universität Innsbruck, ohne dieses abzuschließen.
Von 1992 bis 1998 absolvierte Deeg das von den Universitäten Innsbruck und Padua gemeinsam angebotene „Integrierte Diplomstudium der Rechtswissenschaften“, das sie mit einer in italienischer Sprache verfassten Diplomarbeit über die Anfechtungsklage abschloss. Während ihrer Studienzeit, die auch einen Aufenthalt an der Universität Graz umfasste, war sie in den Malteser Hospitaldiensten mit Schwerpunkt Behinderten- und Altenarbeit in Innsbruck aktiv. 1998 trat Deeg in den Südtiroler Schuldienst ein und ehelichte 1999 Wilfried Taschler, mit dem sie eine 2001 geborene Tochter hat und der in Niederdorf einen Bauernhof führt.
In einer Anwaltskanzlei in Bruneck absolvierte Deeg von 1999 bis 2001 ein Anwaltspraktikum und besuchte zeitgleich den Grundbuchführerkurs in Bozen. Im Schuljahr 2002/03 erwarb sie die Lehrbefähigung für die Fächer Rechtskunde, Volkswirtschaft und Finanzwissenschaften an der Oberschule; ab 2005 unterrichtete sie mit unbefristetem Lehrauftrag an der Wirtschaftsfachoberschule Bruneck. Im Jahr 2006 schloss Deeg erfolgreich ihre Anwaltsprüfung ab und eröffnete zwei Jahre später eine Rechtsanwaltskanzlei in Bruneck. Sie besuchte 2008/09 einen Masterkurs in Familienrecht in Verona und schloss 2010 ihre Ausbildung als Mediatorin ab.
Ihre politische Karriere startete Deeg im Jahr 2010 als Gemeinde- und Stadträtin von Bruneck für die Bereiche Senioren, Umwelt, geförderter Wohnbau und Chancengleichheit; vom Amt der Stadträtin trat sie 2012 infolge ihrer Kandidatur für den Südtiroler Landtag und damit gleichzeitig den Regionalrat Trentino-Südtirol zurück. Bei den Landtagswahlen 2013 konnte sie mit 12.228 Vorzugsstimmen ein Mandat erringen. In der Folge wurde sie in die Landesregierung gewählt und im Kabinett Kompatscher I mit dem Ressort Familie und Verwaltung betraut. Im Rahmen der Landtagswahlen 2018 konnte sie mit 16.760 Vorzugsstimmen erneut ein Mandat erringen. Nach ihrer Wiederwahl in die Landesregierung übernahm Deeg im Kabinett Kompatscher II die Ressorts Soziales, Wohnbau, Familie und Senioren und fungierte seit dem 19. August 2020 bis zum Ende ihrer Amtszeit am 1. Februar 2024 auch als erste Landeshauptmannstellvertreterin. Zusätzlich übernahm sie als Vizepräsidentin (bis 2021) und Assessorin Aufgaben in der Regionalregierung.
Bei den Landtagswahlen 2023 gelang ihr mit 10.986 Vorzugsstimmen die Wiederwahl.

## Funktionen innerhalb der Südtiroler Volkspartei
- Vorsitzende des Gemeindesozialausschusses Bruneck
- Stellvertretende Vorsitzende des Bezirkssozialausschusses Bruneck
- Mitglied des Frauensozialausschusses Bruneck
- Stellvertretende Vorsitzende der SVP im Ortsausschuss Stegen

## Ehrenamtliche Tätigkeiten
- Ehemaliges Mitglied des Malteser Hospitaldienstes, Sektion Innsbruck und Graz
- Gründungs- und Vorstandsmitglied der Volkshochschule Pustertal
- Mitglied im Bezirksausschuss des Katholischen Verbands der Werktätigen Pustertal
- Rechtsanwältin bei „Frauen helfen Frauen“ und Familienberatung